# Хирара
Хирара (јап. 平良市) (језик-мијако Pɨsara) град је у Јапану у области Мијако у префектури Окинава. Према попису становништва из 2003. у граду је живело 33.861 становника. У Хирари је смештена позната башта тропског дрвећа.

## Становништво
Према подацима са пописа, у граду је 2003. године живело 33.861 становника.

## Саобраћај

### Путеви
Национални пут Јапана 390
Пут Окинава префектуре 78
Пут Окинава префектуре 83
Пут Окинава префектуре 190
Пут Окинава префектуре 191
Пут Окинава префектуре 192
Пут Окинава префектуре 194
Пут Окинава префектуре 195
Пут Окинава префектуре 200
Пут Окинава префектуре 201
Пут Окинава префектуре 230
Пут Окинава префектуре 243
Пут Окинава префектуре 252

### Ваздушни саобраћај
Аеродром Мијако (MMY)

## Спајања
Дана 1. октобра 2005. године, Хирара, заједно са варошима Гусукубе, Ирабу и Шимоџи и село Уено (сви из области Мијако), се спојио и створен је град Мијакоџима.